# Ménétréols-sous-Vatan
Ménétréols-sous-Vatan település Franciaországban, Indre megyében. Lakosainak száma 117 fő (2022. január 1.). Ménétréols-sous-Vatan La Champenoise, Liniez, Lizeray, Paudy, Saint-Valentin és Vatan községekkel határos.

## Népesség
A település népességének változása:
| Lakosok száma | 236  | 160  | 149  | 124  | 129  | 122  | 118  | 118  | 118  | 117  |
|               | 1968 | 1982 | 1990 | 2006 | 2013 | 2015 | 2017 | 2019 | 2020 | 2022 |